# サビオ
サビオ (Sabio) は、ニチバン（製造・販売）およびライオン（製造：阿蘇製薬）が、商品化していたガーゼ付き絆創膏（ばんそうこう）の商品名である。北海道、和歌山県、広島県、新潟県佐渡島など、日本の一部の地域では絆創膏を指すものとして「サビオ」の語が使われることがある。

## 概要
サビオは元々、スウェーデンのセデロース社の絆創膏ブランドである。
日本では、ニチバンが1963年に提携して「サビオ」を発売。後に改良されて、「サビオA」という商品名となった。
その後、ニチバンは「オーキューバン」という独自ブランド商品を発売し、サビオはライオン歯磨に譲渡された。当初は「サビオA」の名で発売されたが、後に「サビオ」の商品名に戻った。サビオは一時期は日本国内で大きなシェアを占めたが、バンドエイドをはじめとする他の絆創膏ブランドの攻勢により販売量が減り、2002年に販売終了となった。
2020年4月より、阿蘇製薬から北海道限定で再発売されるという報道があった
。
- 1963年12月　ニチバン「サビオ」発売[8]。後に「サビオA」に商品名変更。
- 1975年9月　ライオン歯磨から新規に「サビオ」発売[9]。
- 2002年　販売終了。
- 2020年4月　阿蘇製薬から北海道限定で再発売[7]

## パッケージ
ニチバンが発売していた当初のサビオのパッケージは、絆創膏そのものをあしらったデザインだった。商品名が「サビオA」に変わった後の1973年に「鼻に絆創膏を貼っている笑顔の白人の少年」のパッケージに変更された。ライオンに譲渡されてからもそのパッケージコンセプトは継承されたが、鼻に絆創膏を貼っている笑顔の白人の少年は一新された。

## コマーシャル展開について
ニチバンより発売されていたころのコマーシャルには、ハワイロケによる笑顔で絆創膏を貼った民衆（主に子どもたち）がサビオをアピールするコマーシャルなどがある。1970年代初期の東海テレビ製作・フジテレビ系の月～金曜昼13：30の帯ドラマのスポンサーとしてコマーシャルが流れていた。
ライオンに発売元が移った直後の1975年には、夕暮れの中、北島三郎の『兄弟仁義』を思わせるテーマソングに乗せて鼻に絆創膏を貼った男の子が女の子を背負って道を行くというコマーシャルが放送された。ライオンがスポンサーとして加わっていた「8時だョ!全員集合」や「大空魔竜ガイキング」などでコマーシャルが頻繁に流れた。

## 商標
日本国内でのサビオの商標は、1968年にクリスチアン・シュテン・スツーレ・ツエデロートが取得した。その後、スイスのロウカムマネジメントSAに権利が移り、2006年に取り消し申請されている。この取り消しと同時期にライオンが商標登録を出願し、翌2007年に登録されている（第5100874号）。